# Tuppjuck
Tuppjuck är en dokumentärfilm från 2002 av Jesper Andersson om hanterandet av ilska.
Idén till en film om ilska uppstod efter att Andersson varit på besök hos en vän och fick se några hål i garderobsväggen. Han frågade vad som hänt och fick till svar att hans vän fått "tuppjuck", det vill säga blivit mycket upprörd och låtit sin ilska gå ut över garderobsväggen. Jesper Andersson satte in en annons i tidningen i ett försök att hitta medverkande vilket fick stort gensvar. Dokumentären är filmad på dv-cam och har gjorts med stöd av Sveriges Television (SVT) och Svenska filminstitutet (SFI).
Dokumentären hade TV-premiär i SVT2 den 8 augusti 2002. I september 2014 publicerades dokumentären på Öppet arkiv.